# Морияма
Морияма (яп. 守山市 Морияма-си) — город в Японии, находящийся в префектуре Сига. Площадь города составляет 55,73 км², население — 79 341 человек (1 июля 2014), плотность населения — 1423,67 чел./км².

## Географическое положение
Город расположен на острове Хонсю в префектуре Сига региона Кинки. С ним граничат города Кусацу, Ритто, Ясу.

## Население
Население города составляет 79 341 человек (1 июля 2014), а плотность — 1423,67 чел./км². Изменение численности населения с 1980 по 2005 годы:
| 1980 | 46 763 чел. |  |
| 1985 | 53 052 чел. |  |
| 1990 | 58 561 чел. |  |
| 1995 | 61 859 чел. |  |
| 2000 | 65 542 чел. |  |
| 2005 | 70 823 чел. |  |

## Символика
Деревом города считается камфорное дерево, цветком — лотос Комарова.